# Shen Dzu
Lo Shen Dzu o Shenzhu (神豬T, 神猪S, shénzhūP, shen-chuW), è un suino, conosciuto in occidente come Maiale di Dio, considerato sacro da varie culture cinesi. I festeggiamenti sono caratteristici di Taipei sull'isola di Taiwan, per l'occasione molti suini precedentemente fatti ingrassare tramite alimentazione forzata, vengono sacrificati, adornati ed esposti durante i festeggiamenti.

## Caratteristiche fisiche
Gli animali offerti in sacrificio sono suini dagli occhi neri e di colore grigio carbone e pesano in media 820-830 kg, contro i 200-300 kg del maiale comune, ma gli esemplari più grossi possono arrivare fino ai 900 kg. Questi suini possono arrivare ad una lunghezza complessiva, dal naso alla coda, di quasi 2 metri.

## Allevamento
Ogni anno, circa 700 suini di età compresa tra i 15 e i 24 mesi, vengono selezionati per essere sacrificati. Essi vengono messi in strette gabbie di bambù per impedire l'attività fisica e vengono nutriti forzatamente tramite un tubo di gomma introdotto nell'esofago - una pratica chiamata gavage, utilizzata anche con oche ed anatre per la produzione del foie gras. I suini non vengono alimentati esclusivamente con il cibo (solitamente riso, patate e frutta), ma in alcuni casi anche con sabbia o metalli pesanti (come il piombo) per aumentarne il peso in maniera truffaldina. Il costo di un simulacro varia, in media, dai 200.000 dollari taiwanesi (circa 4.500 euro) per un esemplare di 600 kg fino ai 3 milioni (circa 67.500 euro) per uno di 900 kg.

## Origini storiche e Festival Yimin
Oltre alla destinazione alimentare, il motivo principale per cui viene allevato questo tipo di suino è la partecipazione allo Shen Dzu Contest, una gara tenuta all'interno del cosiddetto Festival Yimin. Si tratta di una festività religiosa, originaria della popolazione hakka ma ora celebrata da tutte le etnie taiwanesi, nella quale vengono venerati i 200 guerrieri hakka detti "Yimin" ("Valorosi") che contribuirono, perdendo la vita, alla repressione di una delle ribellioni alle autorità durante la dinastia Qing nel 1786. Inaugurato nel 1835 con cadenza quindicennale, il festival al giorno d'oggi viene celebrato ogni anno a circa metà del mese di luglio del calendario lunare. Nello Shen Dzu Contest vengono premiati i possessori degli esemplari più grossi, dopodiché gli animali vengono macellati pubblicamente come sacrificio in onore dei 200 martiri.

## Critiche
Nel settembre 2005, tramite un articolo diffuso dalla Reuters poi ripreso da numerosi siti internet, alcuni attivisti animalisti taiwanesi riescono a portare il problema delle crudeltà inflitte agli Shen Dzu all'attenzione dell'opinione pubblica mondiale. Da allora è iniziata una campagna per mettere al bando questo tipo di allevamento e la pratica della macellazione pubblica, che in teoria sarebbe illegale secondo le stesse leggi attualmente vigenti a Taiwan. Le associazioni Environment and Animal Society of Taiwan e World Society for the Protection of Animals hanno creato un sito internet per convogliare gli sforzi di tutti gli attivisti impegnati per la messa al bando di tale pratica, con una petizione da presentare al governo di Taiwan.